# Ahmet Hamdi Akseki
Ahmet Hamdi ef. Akseki (Antalya, 1887. – Ankara, 9. siječnja 1951.), turski teolog i novinar, treći po redu predsjednik Uprave za vjerske poslove Turske. 

## Životopis
Akseki je rođen 1887 u Güzelsuu, u blizini Antalye. Kuran je naučio od oca. Studirao je u Mecidiye medresi. Nakon što je u Ödemişu izučio islamske znanosti, došao je u Istanbul. Obrazovanje je nastavio na Fatihu. Zavšio je Darülfünsku medresu Ulumi aliye-i Diniye'yi, Darülhilafetil Aliye'yi. Postao je učitelj. Pisao je tekstove za časopise kao što su Sebilürmürad, Selamet, Mahfil, Yeşilay, Islam-Türk Ansiklopedisi. Radio je kao lektor i učitelj. Prije Balkanskih ratova, otišao je u Bugarsku kao novinar magazina Sebilürreşad. 
Napustio je Ankaru zbog Nacionalne borbe i vratio se u Ankaru kako bi pružio podršku. Ispravio je Darülhilafe 1923. godine. Dobio je pohvale od Atatürka.  Bio je profesor hadisa na Sveučilištu u Istanbulu, te pomoćnik Mehmeta Rifata Börekçija. Godine 1947. postao je treći predsjednik Uprave za vjerske poslove. 
Umro je u Ankari, 9. siječnja 1951. godine. Njegovim imenom se danas zove džamije u Ankari. 

## Djela
- Rûh ve Bekâ-yı Rûh
- Dini Dersler
- Yavrularımıza Din Dersleri
- İslam Dini Fıtridir
- Garanik Meselesi
- Mezâhibin Telfikı
- Çocuklara Armağan
- İslamda İktisat ve Tasarruf
- Tayyare ve Kuvvet
- Ahlak Dersleri
- Askere Din Dersleri
- Köylüye Din Dersleri
- Velasr Suresinin Tefsiri
- Peygamberimiz Hz. Muhammed ve Müslümanlık
- Peygamberimizin Vecizeleri
- Yeni Hutbelerim
- İslam Dini
- İslam fıtri, tabii ve umumi bir dindir
- İmam Gazali'nin Ruh Nazariyesi
- İman ve İrade Kudreti
- Tacu'l-arus Tercümesi
- İslamda ahlakın mahiyeti
- Medeni Dünyanın Dine Dönüşü
- İrade-i Cüziyye
- Akaid-i islamiye
- İbn-i Sina Felsefesi
- Namaz Surelerinin Türkçe Tercüme ve Tefsiri

## Vanjske poveznice
- Ahmet Hamdi Akseki